# Carl-Alfred Schumacher
Carl-Alfred (August) Schumacher (Rheine, 19 de fevereiro de 1896 — Bad Godesberg, 22 de maio de 1967) foi um oficial militar e político alemão. Durante a Segunda Guerra Mundial, Schumacher serviu na Luftwaffe, comandando a ala de caça Jagdgeschwader 1 (JG 1). Após a Segunda Guerra Mundial, Schumacher foi um político ativo e membro do Bloco dos Refugiados e Expatriados (GB/BHE), Partido Alemão (DP) e União Democrata-Cristã (CDU). De 1952 a 1963, foi eleito membro do Landtag na Baixa Saxônia.

## Carreira militar
Schumacher nasceu no dia 19 de fevereiro de 1896 em Rheine na época Província de Vestfália dentro do Império Alemão. Ele frequentou a Volksschule de 1902 a 1905 e depois no Realgymnasium—uma escola secundária construída na Realschule de nível médio—onde se formou com seu Abitur (qualificação de entrada na universidade). Após a eclosão da Primeira Guerra Mundial, Schumacher se ofereceu para o serviço militar com o 1. Westfälisches Feldartillerie-Regiment Nr. 7 (1.º Regimento de Artilharia de Campanha N.º 7 da Vestefália) em 10 de agosto de 1914. De fevereiro a dezembro de 1915, serviu com o Klevesches Feldartillerie-Regiment Nr. 43 (Regimento de Artilharia de Campo Nº. 43 de Kleve).
No início de janeiro de 1916, Schumacher foi transferido para a Marinha Imperial Alemã, onde foi promovido a Fähnrich zur See (alferes) em meados de julho de 1917. Até outubro de 1917, Schumacher recebeu treinamento de observador aéreo e comunicação de rádio com o I. Seeflieger-Abteilung (1.º Departamento de Hidroaviões). Após completar seu treinamento, ele serviu como observador e piloto nos aeródromos de Wyk auf Föhr, Föhr, Aabenraa, Saaremaa e Bug. Ele foi promovido a Leutnant zur See (segundo-tenente) em 17 de março de 1918. Em setembro de 1918, Schumacher foi enviado para o navio de apoio de hidroaviões SMH Answald, onde serviu brevemente como oficial de observação antes de se transferir para o Groß-Flugzeugstaffel-Ostsee (Grande Esquadrão de Aeronaves do Mar Báltico).
Schumacher ingressou no Partido Nazista (NSDAP—Partido Nacional-Socialista dos Trabalhadores Alemães) em 1 de novembro de 1930 com um número de membro 345 013. Em 1 de março de 1933, ele se juntou à Luftwaffe recém-emergente com o posto de Oberleutnant (primeiro-tenente). Até o final de abril de 1934, ele serviu com a equipe da Deutsche Verkehrsfliegerschule (Escola Alemã de Transporte Aéreo) em Berlim, onde foi promovido a Hauptmann (capitão) em 1 de outubro de 1933. Em 1 de agosto de 1936, ele recebeu o comando de esquadrão do I. Gruppe da Jagdgeschwader 136 (JG 136), , ele foi posteriormente promovido a Major em 1 de agosto de 1936. Em 29 de setembro de 1937, Schumacher foi nomeado Gruppenkommandeur (comandante do grupo) do I. Gruppe do JG 136, sucedendo o Major Hermann Edert. Esta unidade foi posteriormente renomeada II. Gruppe da Jagdgeschwader 333 (JG 333) em 1 de novembro de 1938, e novamente em 1 de maio de 1939 a II. Gruppe da Jagdgeschwader 77 (JG 77). Durante esta missão foi promovido a Oberstleutnant (tenente-coronel) em 1 de março de 1939.

## Segunda Guerra Mundial
Após a Invasão da Polônia em setembro de 1939, Schumacher foi nomeado Jagdfliegerführer Deutsche Bucht em outubro, para controlar todas as unidades de caça díspares estacionadas na costa norte. Em novembro, ele recebeu ordens para criar um novo Geschwader. Inicialmente (e incomum) compreendendo apenas um Stab, chamado Stab./JG Nord, ele logo foi oficialmente autorizado como JG 1 em 30 de novembro de 1939, com Schumacher como seu primeiro comandante de ala. Ele herdou o comando do I./JG 1, que anteriormente operava sem HQ, e também estava baseado em Jever, na costa noroeste.
Ele conquistou sua primeira vitória aérea sobre um bombardeiro Vickers Wellington, entre os 12 abatidos na Batalha da Angra da Heligolândia em 18 de dezembro de 1939. Sua coordenação bem-sucedida de uma série de unidades e aeronaves diferentes foi eficaz e forçada uma mudança fundamental na estratégia aérea da Força Aérea Real (RAF) no primeiro ano da guerra, ao abandonar as missões de bombardeiros sem escolta. Ele conquistou sua única outra vitória, um Bristol Blenheim, sobre o Mar do Norte em 27 de dezembro de 1939.
Ele liderou seu Geschwader na Batalha dos Países Baixos, embora sua unidade não tenha seguido os exércitos na invasão da França ou na Batalha da Grã-Bretanha, ao invés disso, foi mantida na costa. Por sua notável liderança e sucesso, ele foi o primeiro piloto de caça a receber a Cruz de Cavaleiro - em 21 de julho de 1940. Por causa disso, e / ou sua falta de envolvimento direto na Batalha da Grã-Bretanha, ele manteve seu papel como um Geschwaderkommodore e não foi demitido por Hermann Göring em seu expurgo dos comandantes de caça um mês depois.
Em 8 de novembro de 1941, ele abateu por engano um Havilland Dragon da Força Aérea Finlandesa e foi dispensado do comando. No entanto, ele foi logo renomeado para um novo cargo - como Jagdfliegerführer na Noruega em 5 de janeiro de 1942. Novamente, essa foi uma função para coordenar uma série de unidades espalhadas, desta vez em toda a Noruega, enfrentando a Frente Polar Russa, o Mar do Norte e o Oceano Ártico. Posteriormente, isso também ficou ainda mais centralizado com a formação do novo Jagdgeschwader 5 em maio de 1942. No final de fevereiro de 1943, ele foi enviado para a Romênia, e em maio tornou-se chefe da missão da Luftwaffe para supervisionar o treinamento da Força Aérea da Roménia. Finalmente, nos últimos anos da guerra, agora um Generalmajor, ele foi incumbido de tarefas de coordenação da Defesa do Reich. Ele terminou a guerra com 160 missões, com apenas as duas vitórias de 1939.

## Carreira pós-guerra
Schumacher foi prisioneiro de guerra de 1945 a 1947. Ele foi posteriormente contratado pelo presidente distrital de Aurich em 1948 e trabalhava para a Olympia-Werke AG, na indústria de máquinas de escrever, a partir de 1951. Foi eleito membro do Landtag na Baixa Saxônia como deputado do partido GB/BHE em 1953 e reeleito em 1955. Ele então se juntou ao Partido Alemão (DP) em 1958 e mudou para o partido da União Democrata-Cristã em 1962. Ele perdeu seu mandato em 1963 e morreu em 1967.

## Condecorações
- Cruz de Ferro (1939)
  - 2ª classe
  - 1ª classe
- Cruz de Cavaleiro da Cruz de Ferro (21 de julho de 1940) como Oberstleutnant e Geschwaderkommodore do JG 1[14][15]